# Таліон
Таліон (лат. Lex talionis, Jus talionis — рівна міра покарання, рівнозначна відплата) — у звичаєвому праві давніх народів правило (принцип), за яким міра покарання повинна дорівнювати тяжкості вчиненого злочину, тобто має відтворювати шкоду, заподіяну злочином.
Таліон відомий з давніх-давен у багатьох народів. Так, ст. 200 законів Хаммурапі (XVIII ст. до н. е.) проголошує, що людині, яка вибила зуб у іншої людини, належить вибити зуб. Ст. 196 передбачає пошкодження ока тій людині, яка вибила око іншій. Принцип таліону із звичаєвого права перейшов у збірники писаного права. Проте, вже у згаданих збірниках таліон починає витіснятися можливістю сплати порушником композицій (відкупів). Наприклад, за законами Хаммурапі, якщо одна людина зламає іншій кістку, то кривднику також слід зламати кістку (ст. 197), однак якщо кисть зламає людина вищого стану (авілум) представнику нижчого стану (мушкенуму), то злочинець може обмежитись сплатою певної кількості (1-ї міни) срібла (ст. 198). Подібний казус читаємо і у законах ХІІ таблиць (451—450 рр. до н. е.): «Якщо заподіє членоушкодження і не помириться з потерпілим, то йде і йому самому заподіють теж саме». Але в цих же законах читаємо також і про можливість сплати грошових виплат замість застосування таліону. За зламану і розчавлену кістку (os fracfum) вільній людині належало сплатити 300 асів, за таке ж каліцтво рабу — 150 асів. Якщо ж не відбудеться мирова угода, то застосовується таліон («Si membrum rupsit, ni cum eo pacit, talio esto»).
В біблійних джерелах принцип таліону відомий формулюванням «око за око, зуб за зуб».